# Thylogale thetis
Thylogale thetis är en pungdjursart som först beskrevs av René-Primevère Lesson 1828. Thylogale thetis ingår i släktet buskvallabyer och familjen kängurudjur. Inga underarter finns listade.
Artpitetet i det vetenskapliga namnet syftar på fartyget La Thetis som transporterade artens holotyp till Europa. Fartyget var i sin tur uppkallat efter havsnympfen Thetis i grekisk mytologi.

## Utseende
Individerna blir 29 till 63 cm långa (huvud och bål) och har en 27 till 51 cm lång svans. Hannar är med en genomsnittlig vikt av 7 kg betydlig större än honor som väger cirka 3,8 kg. Pälsen har på ovansidan en gråbrun färg och undersidan är ljusare till vitaktig. Ofta förekommer en ljus strimma på höften. Den tjocka svansen är bara täckt av korta hår. Kännetecknande är en rödbrun nacke och rödbruna axlar.

## Utbredning
Pungdjuret förekommer i östra Australien mellan Brisbane och Sydney. Arten vistas där i skogar och gräsmarker samt i människans odlingar. Cirka 1,5 år efter födelsen blir honor könsmogna.

## Ekologi
När honan inte är brunstig lever Thylogale thetis vanligen ensam. Ibland iakttas mindre flockar. Arten vilar på dagen gömd i den täta växtligheten eller den solar en stund. Djuret letar på natten vid skogskanterna efter föda som utgörs av gräs, blad, rötter och bark. Dessutom äter den frukter och frön. Individerna kan varna varandra genom att trampa med bakfoten på marken. Artens naturliga fiender är dingon och den introducerade rödräven. Kanske faller små exemplar offer för rovfåglar.
I norra delen av utbredningsområdet kan honan para sig under våren och hösten. Längre söderut sker parningen endast under sommaren. Ofta vilar embryon en tid när det finns ett syskon i moderns pung (marsupium). Den egentliga dräktigheten varar i cirka 30 dagar och sedan föds en enda unge. Ungen kravlar till pungen och börjar dia sin mor. Efter ungefär 6,5 månader lämnar ungen pungen och den får ytterligare di i upp till 4 månader. Könsmognaden infaller efter cirka 18 månader.

## Status
Etablering av jordbruksmark medförde att arten försvann i några av de södra områdena. Däremot gynnade liknande åtgärder arten i norra delen av utbredningsområdet. IUCN kategoriserar arten globalt som livskraftig.

## Bildgalleri

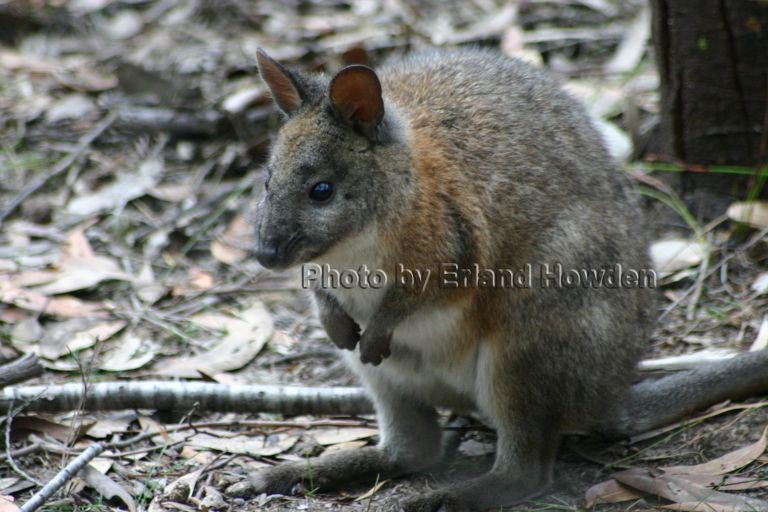
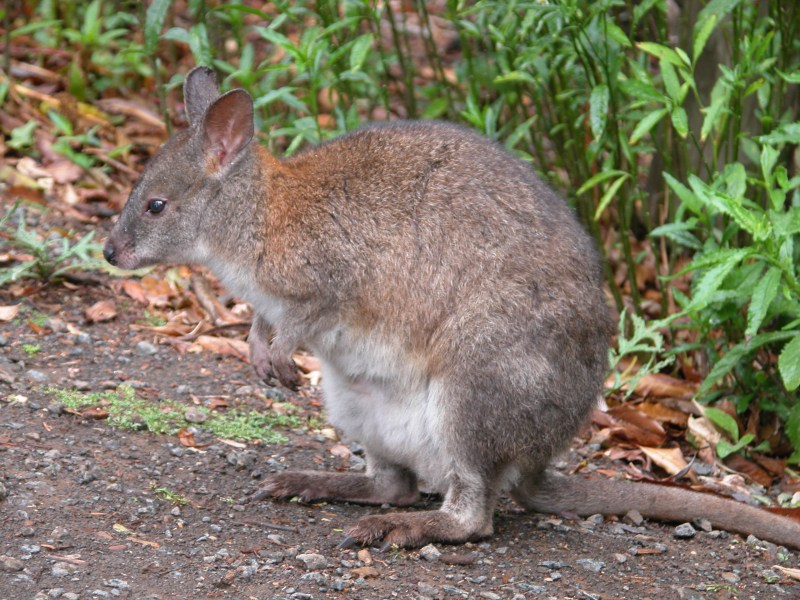
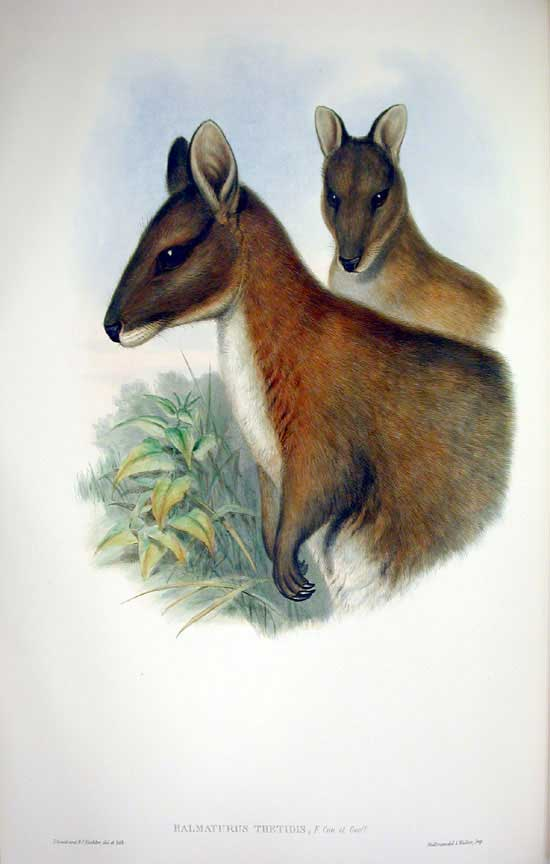